# Палац Чіпіко

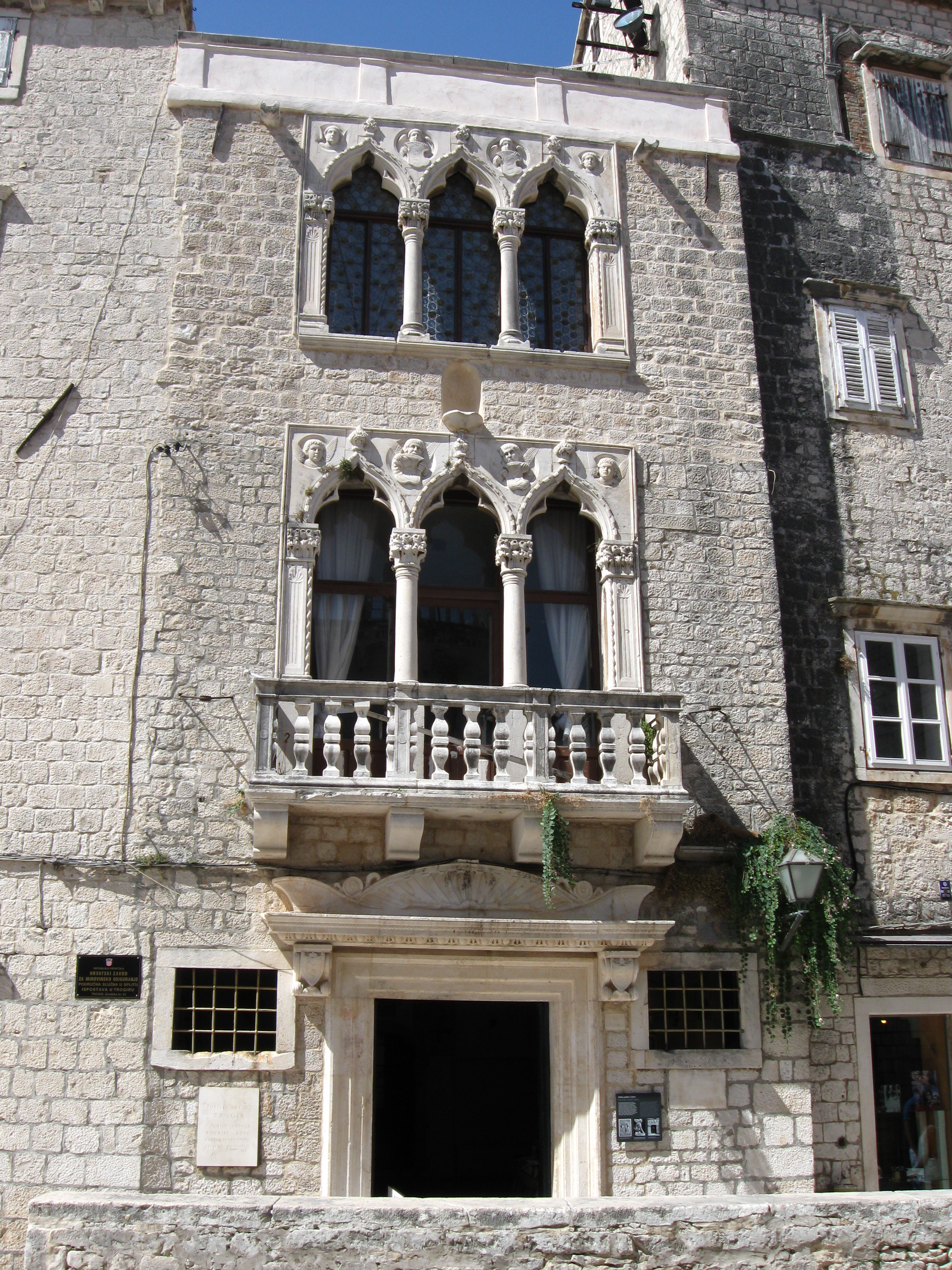
Центральна частина фасаду із трьохарочними вікнами, створеними Андрією Алеші, XV ст.

Палац Чіпіко (хорв. Palača Ćipiko) — палац роду Чіпіко у м. Трогірі (Хорватія). 
Палац видного трогірського роду Чіпіко займає усю зіхідну сторону центральної площі міста. У південній стороні площі, фасадом до бокової сторони Міської лоджії і церкви Св. Варвари, розташувався Малий палац Чіпіко, у будівництві якого брав участь і Нікола Флорентинець (1430—1505). Великий палац Чіпіко знаходиться вздовж західної частини площі, навпроти Муніциального палацу та кафедрального собору Св. Лаврентія.
У цьому ансамблі особливо виділяється подвійний бельетаж із пізньоготичними трьохарочними вікнами, зверненими до кафедрального собору. Бельетаж був створений скульптором Андрією Алеші (1425—1505) приблизно у 1470 році. В епоху бароко відбулась перебудова трьохарочного вікна другого поверху у балкон із балюстрадою. 
У той самий час під балконом була знайдена нова позиція для північного порталу палацу, оформленому у ренесансному стилі Іваном Дукновичем (1440—1514). Зверху монументальний портал вінчала скульптура «Янгол-факельник із гербом роду Чіпіко», створена Дукновичем близько 1480 року,  зараз зберігається у Музеї міста Трогіра. Південний портал із медальйонами янголів, що тримають написи із дивізом Коріолана Чіпіко — NOSCE TE IPSVM («Пізнай самого себе»), створив Ніколо Флорентинець у 1470 році. Посередині два лева притримують картуш і гербом сімейства Чіпіко. 
До вигляду усього комплексу також гарно вписуються ренесансне подвір'я палацу із колонадою, галереями і колодязьним вінком, багато декорованим різьбленим орнаментом. Такий приклад порядку внутрішнього подвір'я і декорацій, характерний для ансамблів, спроектованих Юраєм Далматинцем (1410—1475), очевидно, був успадкований його молодшими співробітниками і послідовниками.